# Podmokly (district de Rokycany)
Pour les articles homonymes, voir Podmokly.
Podmokly (en allemand : Podmokl) est une commune du district de Rokycany, dans la région de Plzeň, en République tchèque. Sa population s'élevait à 256 habitants en 2021.

## Géographie
Podmokly se trouve à 11 km au nord-ouest de Zbiroh, à 25 km au nord-nord-ouest de Rokycany, à 33 km au nord-est de Plzeň et à 55 km à l'ouest-sud-ouest de Prague.
La commune est limitée par Hradiště au nord, par Čilá et Skryje à l'est, par Ostrovec-Lhotka et Mlečice au sud, et par Chlum et Zvíkovec à l'ouest.

## Histoire
La première mention écrite du village date de 1045.

## Transports
Par la route, Podmokly se trouve à 16 km de Zbiroh, à 30 km de Rokycany, à 41 km de Plzeň et à 68 km de Prague. 